# Jocelyn Lester
Pour les articles homonymes, voir Lester.
Jocelyn Lester (Brisbane, 22 mars 1958 - ) est une joueuse de softball australienne. En 1996, elle remporta une médaille de bronze en softball aux Jeux olympiques d'Atlanta avec l'équipe australienne de softball.